# 圣日耳曼德普雷修道院

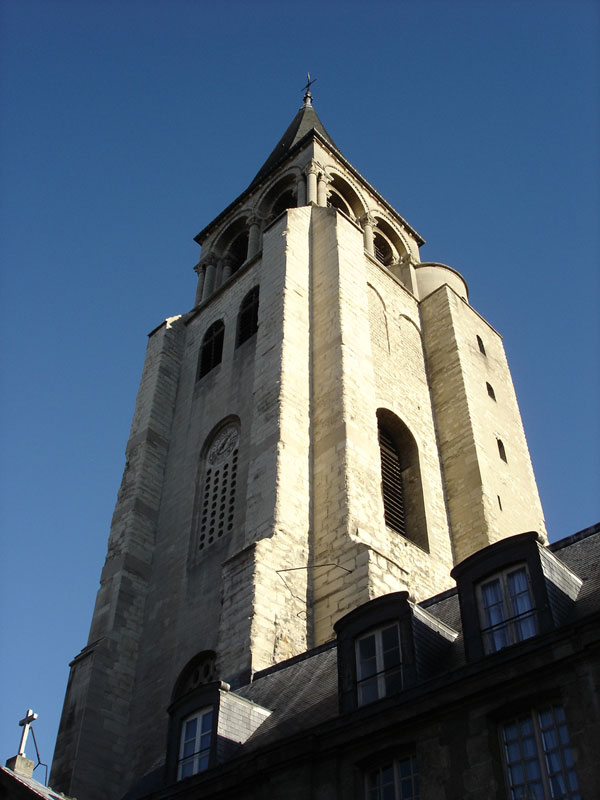
法国最古老的钟楼之一

圣日耳曼德普雷修道院（Abbaye de Saint-Germain-des-Prés）是法国首都巴黎第六区的一座本笃会修道院，创建于6世纪，法兰克国王希爾德貝爾特一世攻打西班牙的萨拉戈萨时，得到当地主教赠送的圣带，回到巴黎后就兴建了这座教堂来收藏这件圣徒遗物，命名为圣十字和圣文生教堂，当时它还只是巴黎的郊区，塞纳河左岸洪水泛滥的河滩荒地，从西岱岛的王宫可以看见这座坐落在田野间的教堂。558年完成，12月23日献给圣日耳曼，同一天国王的駕崩，于是关闭教堂，改为修道院。在皇家资助下，这里成为法国最富有的教堂之一，并获得管理城墙以外，今圣米歇尔大道以西左岸大部分地区的权限（到1670年）。在11世纪，它设立一个重要的藏经楼，是法国天主教会的学术中心，直到在法国革命期间被废弃。是墨洛温王朝国王的安葬地。 

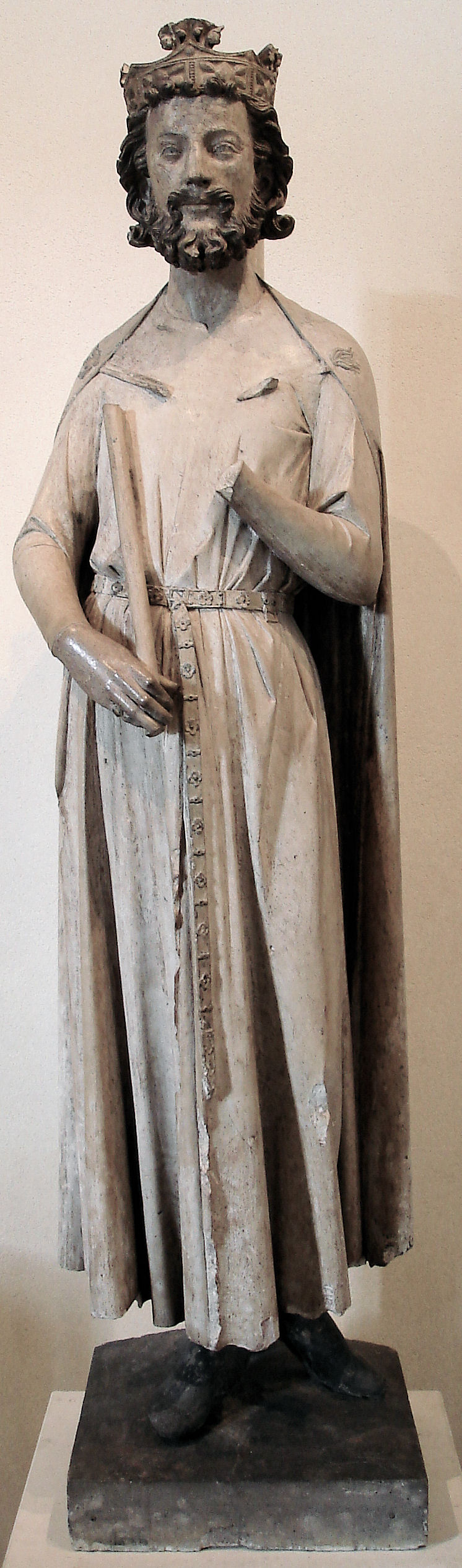
Limestone sculpture of Childebert，from the former refectory portal（Louvre）

周围的圣日耳曼德普雷区得名于教堂。这一区域也是拉丁区的一部分，因为修道院捐赠了一些沿着塞纳河的土地 —Pré aux Clercs（学者田野），以兴建巴黎大学，在那里拉丁语是来自欧洲各地的学生的通用语。
瓦盧瓦的瑪格麗特也强迫修道院捐出土地，在此修建一座宫殿（今塞纳路2-10号），使这一地区变得时髦起来，直到18世纪初被香榭丽舍大街以北的Saint-Honoré区超过。
哲学家笛卡尔的墓地也在这里。